# Калница
Калница (до 29 юни 1942 г. Азмака) е река в Южна България, област Сливен, община Нова Загора, област Ямбол, общини Тунджа и Елхово и област Хасково, община Тополовград, ляв приток на Синаповска река от басейна на Тунджа. Дължината ѝ е 72 km, която ѝ отрежда 46-о място сред реките на България.
Река Калница извира под името Текиря на 203 m н.в. от Светиилийските възвишения, на 1,3 km югоизточно от село Питово, община Нова Загора. По цялото си протежение протича в плитка долина с песъчливо корито и с много малък надлъжен наклон (0,15 m/km). В горното си течение протича през западната част на Ямболското поле, до село Бояджик на изток, а след това до село Генерал Инзово на югоизток, като в този последен участък коритото ѝ е коригирано с водозащитни диги. След това заобикаля от изток Манастирските възвишения и след село Пчела протича през западната част на Елховското поле с множество меандри. Влива отляво в Синаповска река от басейна на Тунджа на 97 m н.в., на 1 km преди устието на последната в Тунджа.
Площта на водосборния басейн на Калница е 577 km2, което представлява 66,25% от водосборния басейн на Синаповска река. Основни притоци: → ляв приток, ← десен приток.
- → Баалардере
- ← Малазмак
- ← Чаталдере

Реката е с основно дъждовно подхранване с максимум пре есенно-зимните месеци. Среден годишен отток при село Крумово 1,65 m3/s.
По течението на реката са разположени 5 села:
- Област Сливен

- Община Нова Загора – Питово;

- Област Ямбол

- Община Тунджа – Гълъбинци,Бояджик,Ботево,Генерал Инзово, Крумово, Драма;
- Община Елхово – Пчела;

- Област Хасково

- Община Тополовград – няма населени места.

По течението на реката и по някои от нейните притоци са изградени множество микроязовири, използвани за напояване в Ямболското и Елховското полета и за регулиране на оттока – „Бояджик 3“, „Ботево 2“, „Болярско 1“, „Болярско 2“, „Роза 1“, „Роза 3“, „Инзово“, „Малазмак“, „Пчела 1“, „Пчела 2“ и др.

## Топографска карта
- Лист от карта K-35-53. Мащаб: 1 : 100 000.
- Лист от карта K-35-65. Мащаб: 1 : 100 000.
- Лист от карта K-35-66. Мащаб: 1 : 100 000.